# 강금실
강금실(康錦實, 1957년 2월 12일~)은 대한민국 제55대 법무부 장관을 지낸 법조인이다.
1981년 제23회 사법시험에 합격하였고, 1983년부터 1995년까지 판사로 재직하였다. 서울 지역 첫 여성 형사 단독판사였다. 1996년부터 변호사 생활을 하였고 인권변호사의 길을 걸었다. 2003년 2월에 노무현 정부 첫 법무부 장관으로 발탁되었다. 그녀는 첫 여성 법무법인 대표, 첫 여성 민변 부회장, 첫 여성 법무부 장관이라는 상징성이 있다.

## 생애
1957년 2월 12일 제주도에서 태어났다. 경기여자고등학교 졸업을 거쳐, 서울대학교 법학과를 학사 학위했다. 1984년 결혼했고 2000년 이혼했다.
강금실의 아버지 강계돈(康季敦)은 용공조작 사건으로 유명한 '유지(有志) 사건'의 대표적인 희생자로 알려져 있다. 유지 사건은 1950년 8월 초순 제주지역 법원장, 검사장, 변호사, 사업가, 교육자, 제주읍장 등 16명의 지역유지급 인사들이 인민군환영준비위원회를 결성했다는 혐의로 제주지역 계엄사령부로 연행된 대표적 사건이다. 당시 제주농업고등학교 교감이었던 강계돈은 무고 혐의로 구속되어 1951년 4월에 열린 부산지방법원 공판에서 징역 2년을 선고받았다가 1951년 11월 대구고등법원에 항소한 끝에 1952년 1월 15일 무죄로 풀려났다. 이를 계기로 강금실의 가족은 제주도를 떠나 육지에 나가게 되었다.
1981년 제23회 사법시험에 합격하였다. 1983년부터 1995년까지 판사로 재직하였다. 1993년 제3차 사법파동에 참여하여 소장 판사들과 함께 사법부의 반성과 개혁을 촉구하는 건의서를 대법원장에게 전달하였다.
서울고등법원 판사를 끝으로 판사직에서 물러났고 1996년부터 변호사 생활을 시작하였으며 인권변호사의 길을 걸었다. 2000년부터 2006년까지 법무법인 지평의 대표 변호사로, 2001년부터 2003년까지 민주사회를 위한 변호사 모임의 부회장으로 활동하였다.
2003년 참여정부에서 제55대 법무부 장관으로 임명되어 대한민국 최초의 여성 법무부 장관이 되었다. 당시 40대중반인 46세에 입각하며 화제가 되었다. 장관으로 재직하면서 개혁적인 업무 추진과 발랄한 언사로 주목을 한몸에 받았다. 또 꼭짓점 댄스를 잘 춰 '강효리'라는 별명을 얻었다. 2004년 제17대 국회의원 총선거에서 열린우리당 측의 출마 권유가 있었으나 물리치고 장관직을 계속 수행했다.
법무부 장관 사직 후 다시 변호사로 활동하다가, 2006년 제4회 지방 선거에서 열린우리당 공천으로 서울 시장에 출마하였으나 한나라당의 오세훈 후보에 밀려 낙선하였다.
서울 시장 낙선 후 정계를 잠시 떠나 법무법인 <우일아이비씨>의 고문 변호사 겸 외교통상부 여성인권대사로 활동하였다. 2007년 제17대 대통령 선거 및 2008년 제18대 국회의원 총선거에서 각각 통합신당과 통합민주당의 선대위원장으로 활동했다. 이후 법무법인 원의 구성원 변호사로, 한국인권재단의 이사로 활동하였다. 2014년 6·4 지방선거에서 새정치민주연합 최문순이 제37대 강원도지사로 선출되는 데 기여하였다.
법무법인 원 고문 변호사로서 서울에서 활동하다가 해당 로펌이 제주도에서 공익적 법률서비스를 펼치고자 제주 분사무소를 개소하면서 활동 영역을 제주도로 확장하였다. 강금실은 제주도변호사회 회장을 맡고 있는 문성윤 변호사와 함께 법무법인 원 제주 분사무소를 이끌었다.
2025년 4월 29일 뉴시스의 단독 보도에 따르면 이재명 21대 대선 후보의 선거대책위원회 합류 제안을 더불어민주당으로부터 받아 받아 28일 수락하겠다는 의사를 당에 전해 윤여준, 정은경과 함께 더불어민주당 선거대책위원회 상임선대위원장으로 합류했다.

## 학력
- 서울아현초등학교 졸업
- 숙명여자중학교 졸업
- 경기여자고등학교 졸업
- 서울대학교 법학 학사

## 경력
- 1981년 제23회 사법시험 합격
- 1983년 서울지방법원 남부지원 판사
- 1985년 서울가정법원 판사
- 1987년 서울민사지방법원 판사
- 1988년 부산지방법원 판사
- 1990년 서울북부지방법원 판사
- 1992년 서울민사지방법원 판사
- 1994년 서울고등법원 판사
- 2000년 국무총리 행정심판위원회
- 2000년~2003년 민주사회를 위한 변호사 모임 부회장
- 2003년 2월~2004년 7월 제55대 법무부 장관
- 2004년 10월 법무법인 지평 대표 변호사
- 2006년 8월 외교통상부 여성인권대사
- 2006년 10월~2008년 7월 법무법인 <우일아이비씨> 고문 변호사
- 2008년 1월~2008년 2월 대통합민주신당 최고위원
- 2008년 2월 통합민주당 최고위원
- 2008년 3월 통합민주당 선거대책위원회 위원장
- 2008년~2018년 법무법인 원 고문 변호사
- 2013년~중화인민공화국 흑룡강성 치치하얼시인민정부 특별고문
- 2014년~연변조선자치주 경제특별고문
- 2015년~지구와사람 대표
- 더불어민주당 법률행정특임고문
- 2018년~사단법인 선 이사장
- 2018년~법무법인 원 대표변호사
- 2019년~동아시아철도공동체포럼 운영위원
- 2019년~국가기후환경회의 자문위원
- 2020년~강원문화재단 이사장
- 2021년~더불어민주당 남북고속철도 추진 특별위원회 위원
- 2021년 7월~더불어민주당 대통령 선거 경선 후보자 이재명 후원회장[8]
- 2023년 5월~경기도 기후대사[9]
- 2025년 4월~ 이재명 후보 선거대책위원회 총괄 선거대책위원장[10]

## 상훈
- 2003년 서울 외신기자클럽 외신홍보상

## 저서
- 이석태·강금실. 논문 《호주제 폐지를 위한 법적 접근》. 2000년.
- 산문집 《서른의 당신에게》. 웅진지식하우스. 2007년. ISBN 978-89-01-06329-4
- 《오래된 영혼》. 웅진지식하우스. 2011년. ISBN 978-89-01-11617-4
- 《생명의 정치》. 로도스. 2012년. ISBN 978-89-968127-5-3

## 사회적 발언

### 호주제의 위헌성 설파
2000년 강금실은 논문 《호주제 폐지를 위한 법적 접근》를 이석태 변호사와 함께 저술하였다. 해당 논문에서 강금실은 "호주제는 배우자나 가족 사이의 주종관계를 전제한다는 점에서 명백히 헌법의 평등권 보장 취지와 인권 이념에 반한다. 호주제가 지금까지 존속할 수 있었던 것은 일제시대 봉건적 유교이데올로기와 일본 천황제 파시즘이 결합해 남한 사회에 정착한 이후 권위주의 정권이 이를 적극적으로 정권 유지에 부합하는 제도로 유지·고착시켰기 때문이다. 호주제는 단순히 남성 중심의 문화적 의식구조에 의해 유지된 것이 아니라 구한말 봉건제적 세계관의 한계를 지닌 복고주의에서 벗어나지 못하고 있는 유림세력이 조직적으로 호주제 폐지를 반대했기 때문이다. 호주제는 우리 사회에 너무 오래 뿌리박혀 있었기 때문에 국회의 입법을 통한 방법만으로는 부족하다. 헌법재판소에 위헌제청과 헌법소원심판청구를 통해 위헌 결정을 받아내는 소송 전략을 제시하는 바이다. 최종적으로 유엔 인권 이사회에 제소하는 방법도 있다. 호주제 폐지 후의 대안으로 가족별 호적의 편제방법, 주민등록제도와의 일원화 등을 검토할 수 있다. 1960년대 박정희 정권 시대에 설치된 주민등록제도와 관련한 호적제도의 문제들을 검토하고 올바른 대안을 제시하는 것이 시급한 과제이다"고 지적했다.
2003년 3월, 법무부 장관 강금실은 "법무부는 법의 집행뿐 아니라 ‘소수자 집단’의 인권 향상에도 적극 힘써야 한다. 이를 위해 남녀불평등을 야기하는 대표적인 독소 조항 '호주제'의 폐지에 적극 나설 방침이다"라고 말하며 호주제 폐지를 공언하였다. 이후 헌법재판소에서 헌법불합치 결정이 내려졌고, 2005년 3월에 민법 개정이 이루어졌으며, 3년 후인 2008년 1월 1일부터 새로운 가족관계등록법이 시행되었다.

## 같이 보기
- 호주제폐지시민모임

## 역대 선거 결과
| 실시년도 | 선거      | 대수 | 직책 | 선거구     | 정당       | 득표수      | 득표율          | 순위 | 당락 | 비고 |
| -------- | --------- | ---- | ---- | ---------- | ---------- | ----------- | --------------- | ---- | ---- | ---- |
| 2006년   | 지방 선거 | 33대 | 시장 | 서울특별시 | 열린우리당 | 1,077,890표 | \| \| 27.31% \| | 2위  | 낙선 |      |
|          | 27.31%    |      |      |            |            |             |                 |      |      |      |